# ハード・デイズ・ナイト (アルバム)
『ハード・デイズ・ナイト』（A Hard Day's Night）は、イギリスで1964年7月10日に発売されたビートルズの3作目のイギリス盤公式オリジナル・アルバムである。彼らにとっては初主演作となる映画『ハード・デイズ・ナイト』のサウンドトラックでもある。
旧邦題は映画と同じく「ビートルズがやって来るヤァ!ヤァ!ヤァ!」（ビートルズがやってくる ヤァ ヤァ ヤァ）で、2000年以降に改められた。
『ローリング・ストーン誌が選ぶオールタイム・ベストアルバム500』に於いて、263位にランクイン。

## 解説
A面は初主演映画『ビートルズがやって来るヤァ!ヤァ!ヤァ!』の収録曲7曲、B面には新しくレコーディングされたナンバー6曲が収録されている。ビートルズのオリジナル・アルバムとして初の全曲自作曲のみで構成されたアルバムで、更にオリジナル・アルバムとしては唯一となる、全曲レノン＝マッカートニー作詞・作曲による楽曲のみで構成されたアルバムでもある。そのため本作では楽曲ごとに個別の作詞作曲者の表記はなく、裏ジャケットやレコード盤中央のレーベルのA面B面には、「WORDS AND MUSIC BY JOHN LENNON AND PAUL McCARTNEY」とまとめた形でクレジットされている。
「A Hard Day's Night」という題は、長時間に渡る映画の撮影を終えたあとのリンゴ・スターが、"It was a hard day"と言ったところで夜だったことに気づいて、"…'s night"と付け加えたのを聞いていたジョン・レノンとポール・マッカートニーによって決定された。
発売当時からアナログLP時代を通じて、ステレオ盤とモノラル盤の両方が制作されていた。日本では本作よりイギリス盤と同内容のものが発売されるようになったが、アルバムジャケットは日本独自のデザインが使われ、イギリス盤と同じデザインに統一されたのは1976年の再発時だった。1987年の初CD化の際にはモノラル盤のみが発売されたが、2009年9月9日のリマスター再発の際にステレオ盤もCD化され、現在ではステレオ、モノラル両方とも公式に流通している。
なお、ビートルズのオリジナル・アルバムとしては初めてリンゴ・スターがボーカルを務めた楽曲が存在しない作品である。

## 日本語題の改称
「ビートルズがやって来るヤァ!ヤァ!ヤァ!」という邦題は、映画評論家の水野晴郎が、ユナイト映画社員時代に名付けたもの（詳細についてはビートルズがやって来るヤァ!ヤァ!ヤァ! (映画)#タイトルの由来を参照）。ただ、あまりにもオリジナル・タイトル（忙しい日の夜）とはかけ離れた日本語題であり、当時のビートルズを知る世代以外には違和感を覚えるものであった。近年のレコード雑誌などでも原題(A Hard Day's Night)で紹介されることも多かったが、2000年の映画再上映の際には原題に近い『ハード・デイズ・ナイト』の名で公開され、続いて日本盤アルバムも『ハード・デイズ・ナイト』、同名の曲も『ア・ハード・デイズ・ナイト』に改められた。

## 収録曲（イギリス盤）
- 邦題の表記は、日本公式サイトに準拠[8]。

| 全作詞・作曲: レノン＝マッカートニー。 |                                                      |                        |                        |                                                           |      |
| #                                      | タイトル                                             | 作詞                   | 作曲・編曲             | リード・ボーカル                                          | 時間 |
| 1.                                     | 「ア・ハード・デイズ・ナイト」(A Hard Day's Night)   | レノン＝マッカートニー | レノン＝マッカートニー | ジョン・レノン （主部） ポール・マッカートニー （中間部） | 2:34 |
| 2.                                     | 「恋する二人」(I Should Have Known Better)           | レノン＝マッカートニー | レノン＝マッカートニー | ジョン・レノン                                            | 2:43 |
| 3.                                     | 「恋におちたら」(If I Fell)                          | レノン＝マッカートニー | レノン＝マッカートニー | ジョン・レノン ポール・マッカートニー                     | 2:19 |
| 4.                                     | 「すてきなダンス」(I'm Happy Just To Dance With You) | レノン＝マッカートニー | レノン＝マッカートニー | ジョージ・ハリスン                                        | 1:56 |
| 5.                                     | 「アンド・アイ・ラヴ・ハー」(And I Love Her)         | レノン＝マッカートニー | レノン＝マッカートニー | ポール・マッカートニー                                    | 2:30 |
| 6.                                     | 「テル・ミー・ホワイ」(Tell Me Why)                  | レノン＝マッカートニー | レノン＝マッカートニー | ジョン・レノン                                            | 2:09 |
| 7.                                     | 「キャント・バイ・ミー・ラヴ」(Can't Buy Me Love)    | レノン＝マッカートニー | レノン＝マッカートニー | ポール・マッカートニー                                    | 2:12 |
| 合計時間:                              | 合計時間:                                            | 合計時間:              | 16:23                  |                                                           |      |

| 全作詞・作曲: レノン＝マッカートニー。 |                                                     |                        |                        |                                       |      |
| #                                      | タイトル                                            | 作詞                   | 作曲・編曲             | リード・ボーカル                      | 時間 |
| 1.                                     | 「エニイ・タイム・アット・オール」(Any Time At All) | レノン＝マッカートニー | レノン＝マッカートニー | ジョン・レノン                        | 2:11 |
| 2.                                     | 「ぼくが泣く」(I'll Cry Instead)                    | レノン＝マッカートニー | レノン＝マッカートニー | ジョン・レノン                        | 1:45 |
| 3.                                     | 「今日の誓い」(Things We Said Today)                | レノン＝マッカートニー | レノン＝マッカートニー | ポール・マッカートニー                | 2:35 |
| 4.                                     | 「家に帰れば」(When I Get Home)                     | レノン＝マッカートニー | レノン＝マッカートニー | ジョン・レノン                        | 2:17 |
| 5.                                     | 「ユー・キャント・ドゥ・ザット」(You Can't Do That) | レノン＝マッカートニー | レノン＝マッカートニー | ジョン・レノン                        | 2:35 |
| 6.                                     | 「アイル・ビー・バック」(I'll Be Back)              | レノン＝マッカートニー | レノン＝マッカートニー | ジョン・レノン ポール・マッカートニー | 2:24 |
| 合計時間:                              | 合計時間:                                           | 合計時間:              | 13:47                  |                                       |      |

## 米ユナイテッド・アーティスツ・レコード編集盤
アメリカのユナイテッド・アーティスツ編集による『A Hard Day's Night』は、1964年6月にアメリカでリリースされた（アメリカにおける同グループ4作目）。のちにキャピトル・レコードからも再発売された。アメリカ編集盤『A Hard Day's Night』は、2014年1月21日にリリースされたボックス・セット『THE U.S. BOX』にて初めてCD化され、同時に分売でもリリースされた。
ビートルズのオリジナル・ナンバー以外はジョージ・マーティンのスコアによるオーケストラ演奏である。ビルボード誌アルバム･チャートでは14週連続第1位を獲得。同1964年度年間ランキングでは37位、続く1965年度年間ランキングでも36位を記録している。キャッシュボックス誌でも14週連続第1位を獲得しており、こちらも1964年度年間ランキング32位、1965年度年間ランキング39位と両誌で年をまたいで年間ランク入りを果たしている。アメリカだけで400万枚以上のセールスを記録した。

### 収録曲（アメリカ盤）
| #         | タイトル                                             | 作詞      | 作曲・編曲 | リード・ボーカル                                          | 時間 |
| --------- | ---------------------------------------------------- | --------- | ---------- | --------------------------------------------------------- | ---- |
| 1.        | 「ア・ハード・デイズ・ナイト」(A Hard Day's Night)   |           |            | ジョン・レノン （主部） ポール・マッカートニー （中間部） | 2:33 |
| 2.        | 「テル・ミー・ホワイ」(Tell Me Why)                  |           |            | ジョン・レノン                                            | 2:10 |
| 3.        | 「ぼくが泣く」(I'll Cry Instead)                     |           |            | ジョン・レノン                                            | 2:06 |
| 4.        | 「恋する二人」(I Should Have Known Better)           |           |            | インストゥルメンタル                                      | 2:10 |
| 5.        | 「すてきなダンス」(I'm Happy Just To Dance With You) |           |            | ジョージ・ハリスン                                        | 1:59 |
| 6.        | 「アンド・アイ・ラヴ・ハー」(And I Love Her)         |           |            | インストゥルメンタル                                      | 3:46 |
| 合計時間: | 合計時間:                                            | 合計時間: | 14:44      |                                                           |      |

| #         | タイトル                                           | 作詞      | 作曲・編曲 | リード・ボーカル                      | 時間 |
| --------- | -------------------------------------------------- | --------- | ---------- | ------------------------------------- | ---- |
| 1.        | 「恋する二人」(I Should Have Known Better)         |           |            | ジョン・レノン                        | 2:10 |
| 2.        | 「恋におちたら」(If I Fell)                        |           |            | ジョン・レノン ポール・マッカートニー | 2:22 |
| 3.        | 「アンド・アイ・ラヴ・ハー」(And I Love Her)       |           |            | ポール・マッカートニー                | 2:29 |
| 4.        | 「リンゴのテーマ」(Ringo's Theme (This Boy))       |           |            | インストゥルメンタル                  | 3:10 |
| 5.        | 「キャント・バイ・ミー・ラヴ」(Can't Buy Me Love)  |           |            | ポール・マッカートニー                | 2:12 |
| 6.        | 「ア・ハード・デイズ・ナイト」(A Hard Day's Night) |           |            | インストゥルメンタル                  | 2:06 |
| 合計時間: | 合計時間:                                          | 合計時間: | 14:29      |                                       |      |

## クレジット
※出典
ビートルズ
- ジョン・レノン - ボーカル、アコースティック・ギター、リズムギター、ピアノ、ハーモニカ
- ポール・マッカートニー - ボーカル、ベースギター、ピアノ、カウベル
- ジョージ・ハリスン - ボーカル、リードギター（6弦ギター、12弦ギター）、アコースティック・ギター
- リンゴ・スター - ドラム、パーカッション

外部ミュージシャン・スタッフ
- ジョージ・マーティン - ピアノ、プロデュース

## チャート成績
| チャート (1964年 - 1965年)         | 最高位 |
| ---------------------------------- | ------ |
| オーストラリア (Kent Music Report) | 1      |
| ドイツ (Offizielle Top 100)        | 1      |
| UK アルバムズ (OCC)                | 1      |
| US Billboard 200                   | 1      |

| チャート (1987年)     | 最高位 |
| --------------------- | ------ |
| オランダ (MegaCharts) | 20     |
| UK アルバムズ (OCC)   | 30     |

| チャート (2009年)                      | 最高位 |
| -------------------------------------- | ------ |
| オーストリア (Ö3 Austria)              | 66     |
| ベルギー (Ultratop Flanders)           | 68     |
| ベルギー (Ultratop Wallonia)           | 80     |
| オランダ (MegaCharts)                  | 86     |
| フィンランド (Suomen virallinen lista) | 27     |
| イタリア (FIMI)                        | 73     |
| 日本（オリコン）                       | 34     |
| ニュージーランド (RMNZ)                | 28     |
| ポルトガル (AFP)                       | 28     |
| スペイン (PROMUSICAE)                  | 61     |
| スウェーデン (Sverigetopplistan)       | 29     |
| スイス (Schweizer Hitparade)           | 60     |
| UK アルバムズ (OCC)                    | 37     |

## 認定
| 国/地域                        | 認定     | 認定/売上数 |
| ------------------------------ | -------- | ----------- |
| オーストラリア (ARIA)          | Gold     | 35,000^     |
| ニュージーランド (RMNZ) 再発盤 | Platinum | 15,000^     |
| イギリス (BPI)                 | Platinum | 300,000^    |
| ^ 認定のみに基づく出荷枚数     |          |             |

| 国/地域                    | 認定        | 認定/売上数 |
| -------------------------- | ----------- | ----------- |
| カナダ (Music Canada)      | Platinum    | 100,000^    |
| アメリカ合衆国 (RIAA)      | 4× Platinum | 4,000,000^  |
| ^ 認定のみに基づく出荷枚数 |             |             |

## 関連文献
- 『バンドスコア ビートルズ / ビートルズがやって来るヤァ!ヤァ!ヤァ! 』（シンコーミュージック、2006年9月13日）ISBN 978-4401362714